# Архипова, Татьяна Сергеевна
Архи́пова, Татья́на Серге́евна (род. 12 ноября 1967, Ленинград, СССР) — российский менеджер в сфере культуры, заслуженный деятель искусств Санкт-Петербурга. Директор Большого драматического театра в Санкт-Петербурге с 2014 года.

## Биография
Татьяна Архипова окончила социологический факультет Ленинградского государственного университета им. А. А. Жданова.
В начале 1990-х работала в рекламных агентствах Санкт-Петербурга и начинала карьеру в ГТРК «5 канал» (ныне ТРК «Петербург – 5 канал»). С 1993 по 1994 годы занимала пост одного из руководителей в управлении маркетинга и рекламы этого канала. В 1994 году была менеджером концерта Хосе Каррераса в Санкт-Петербурге.
C 1995 по 2005 год была сотрудником группы компаний JFC, крупнейшего импортёра фруктов на российский рынок, подконтрольного Владимиру Кехману. Архипова совмещала позиции директора по персоналу и директора по маркетингу и PR.
С 2005 по 2007 гг. Татьяна Архипова возглавляла телеканал «ТНТ — Санкт-Петербург». Под её руководством петербургское отделение ТНТ организовало собственное телепроизводство, и рейтинги канала в начале 2007 года достигли рекордных отметок.
В мае 2007 года Владимир Кехман был назначен генеральным директором Михайловского театра. Вслед за ним в театр пришла на работу и Татьяна Архипова — на должность первого заместителя генерального директора. В этой должности работала до 2014 года.
В мае 2014 года назначена директором Большого драматического театра. С 2013 по 2023 год художественным руководителем театра работал режиссёр Андрей Могучий, совместно с которым Татьяна разработала и внедрила обновлённую модель развития БДТ.
В 2017, 2020, 2021 и 2023 годах году была включена в список самых влиятельных женщин Санкт-Петербурга по версии газеты «Деловой Петербург». В 2023 году стала обладателем премии зрительских симпатий «Звезда театрала» в номинации «Лучший директор».
Заслуженный деятель искусств Санкт-Петербурга (2025). Отмечена благодарностью Законодательного собрания Санкт-Петербурга (2019), почетной грамотой губернатора Санкт-Петербурга, благодарностью министра культуры России.